# Coalbrook-ramp
De Coalbrook-ramp is de grootste mijnramp in de geschiedenis van Zuid-Afrika. Op 21 januari 1960 stortte vlak bij Sasolburg een steenkoolmijn in. Hierdoor kwamen 437 mensen om het leven. In de Coalbrook-mijn werd kool geproduceerd voor de energiecentrale Taaibos. De mijn was ten tijde van de ramp in handen van de Federale Mynbou.

## Achtergrond en oorzaak
De mijn sloot een contract met de nieuwe energiecentrale, Highveld, vlak bij Taaibos en de productie werd opgeschroefd om aan de nieuwe vraag te kunnen voldoen. Hiervoor werden op ongeveer 140 meter diepte sommige steunpilaren verwijderd en rond andere pilaren werd kool weggehaald, waardoor de druk op de resterende pilaren toenam. Een stuk doleriet van veertig meter kwam naar beneden en de mijn stortte door een domino-effect in. Op 720 kilometer afstand werd nog seismische activiteit gemeten.